# شهرستان الرفاعی
شهرستان الرفاعی (به عربی: الرفاعی) یک منطقهٔ مسکونی در عراق است که در استان ذی‌قار واقع شده‌است.